# Bibliothèque interuniversitaire des langues orientales

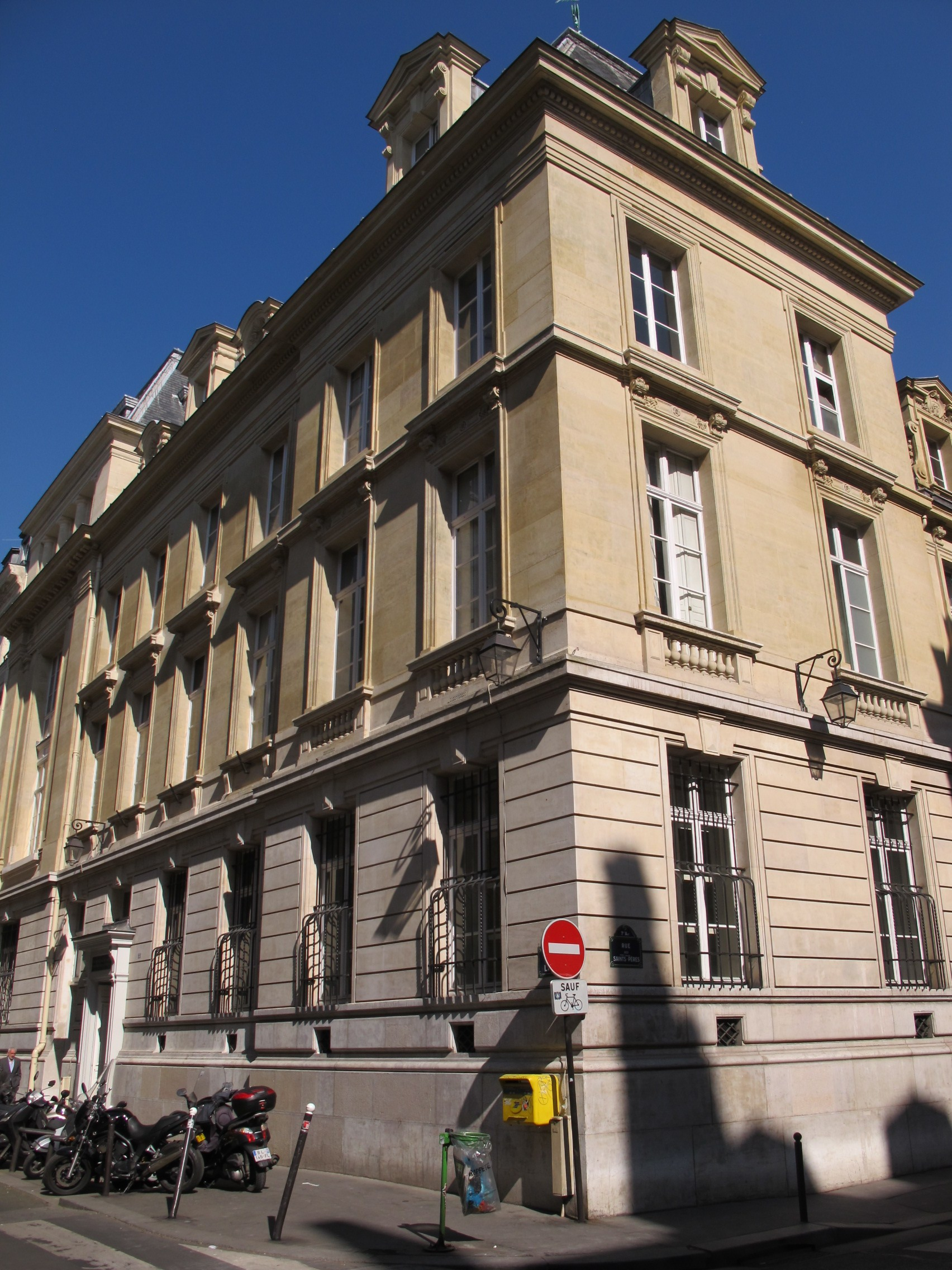
Le siège de l'École des langues orientales jusqu'en 2011.

La Bibliothèque interuniversitaire des langues orientales (BIULO), précédemment Bibliothèque de l'École des langues orientales, était une bibliothèque spécialisée dans les langues orientales, liée historiquement à l'Institut national des langues et civilisations orientales (INALCO). 
De statut interuniversitaire, elle en était juridiquement distincte depuis 1971, tout en étant rattachée à l'Université Sorbonne Nouvelle - Paris 3. 
Son siège était situé au 4 rue de Lille dans le 7e arrondissement de Paris (à côté de l'INALCO). Ses personnels, locaux et collections ont été intégrés en 2010 à la Bibliothèque universitaire des langues et civilisations (BULAC).

## Collections
Ses collections recouvraient à la fois une vaste aire géographique (Proche et Moyen-Orient, Asie, Afrique, Océanie, Europe centrale et orientale) et de larges domaines des sciences humaines, à commencer par la linguistique, la littérature, l'ethnologie, mais aussi les sciences politiques, l'histoire, la géographie.
Elle rassemblait quelque 550 000 volumes et 9 600 titres de périodiques (vivants ou disparus), en plus de 100 langues, parfois absentes de toute autre bibliothèque en France, dont l'important fonds ourdou, unique, ou les collections données par Georges Dumézil.
On compte notamment environ 130 000 documents anciens, rares ou précieux du XIVe au XIXe siècle, avec des incunables et des unica.
On peut relever les collections de xylographies et d'estampes japonaises, des ouvrages arabes et persans, des fonds turcs et coréens exceptionnels en Europe.
Des manuscrits (arabes, turcs, hébraïques, persans, des liasses chinoises) occupaient une place notable.
Les ouvrages contemporains n'étaient pas négligés : les collections moyen-orientales, chinoises, japonaises, slaves, d’Asie du Sud et du Sud-Est et les collections en langues occidentales permettent d’appréhender plus largement l’ensemble des zones géographiques et des civilisations qu’elles recouvrent.
Depuis 1994, la bibliothèque interuniversitaire des langues orientales était le siège du « Pôle associé des langues orientales » de la Bibliothèque nationale de France (pour le hindi, l'ourdou, le Bengali, le tamoul, l'indonésien, le thaï, le birman, le tibétain), ce qui témoigne de la rareté et de la qualité de ses fonds.
L'enrichissement (par achats, dons, échanges) était devenu une gageure en raison des conditions de stockage et d'accès aux titres qui n'étaient plus conservés dans les lieux de consultation (rue de Lille, Dauphine, Clichy). Le regroupement des collections au sein de la bibliothèque universitaire des langues et civilisations permet de résoudre cette difficulté.

## Direction
Jusqu'en 1945, il y a avait un poste de secrétaire-bibliothécaire de l'École. L'emploi de conservateur, puis conservateur en chef de la bibliothèque est ensuite occupé par :
- 1945-1965 : Colette Meuvret (d)[2],[3]
- 1965-1975 : Yvonne Labbé (d)[4]
- 1975-1978 : Marie-Renée Morin (d)[5]
- 1978-1988 : Marion Debout (d)[6]
- 1988-1996 : à compléter
- 1996-2006 : Nelly Guillaume (d)[7]

## Défauts
Le Comité national d'évaluation, dans son rapport de 2005 sur l'INALCO, note les points suivants :
- peu de places de travail (rue de Lille) ;
- conditions déplorables de conservation des collections (rue de Lille) ;
- nombre insuffisant de places de travail et de documents (Dauphine).